# Louis Nizer
Louis Nizer (Londres, 6 de fevereiro de 1902 – Nova Iorque, 10 de novembro de 1994) foi um escritor e advogado britânico que viveu nos Estados Unidos

## Carreira jurídica
Em 1926, Nizer começou a trabalhar no escritório de advocacia Louis Phillips e, em 1928, a dupla co-fundou uma sociedade jurídica: Phillips e Nizer, posteriormente Phillips, Nizer, Benjamin, Krim & Ballon. Por vários anos, Nizer foi listado no Guinness Book of World Records como o "advogado mais bem pago do mundo". Ele representou muitas celebridades em uma variedade de casos, incluindo Johnny Carson, Salvador Dalí, Mae West, "Dr. J" e Roy Fruehauf da Fruehauf Trailer Corporation.
Seus casos mais famosos, no entanto, envolveram representar Quentin Reynolds em seu bem-sucedido processo por difamação contra o colunista Westbrook Pegler, e representar o locutor John Henry Faulk contra o AWARE, uma organização de direita que o havia falsamente rotulado de comunista. 

## Outros trabalhos
Além de seu trabalho jurídico, Louis Nizer foi autor, artista, conferencista e conselheiro de algumas das pessoas mais poderosas no mundo da política, negócios e entretenimento. Ele escreveu vários livros, entre eles o best-seller My Life In Court em 1961, sobre muitos de seus casos famosos, que passaram muitas semanas na lista de bestsellers do New York Times. Ele também escreveu The Implosion Conspiracy em 1972, um estudo do caso de espionagem de Julius e Ethel Rosenberg.
De 1928 a 1994, Nizer atuou como secretário executivo e advogado do New York Film Board of Trade, cargo anteriormente ocupado por Louis Phillips. Com Jack Valenti, Nizer ajudou a criar o sistema de classificação de filmes da Motion Picture Association of America (MPAA), do qual ele era advogado geral. Ele também atuou como conselheiro geral da United Artists.
Após o assassinato de John F. Kennedy, ele escreveu o Prefácio ao relatório da Comissão Warren sobre a investigação do assassinato de JFK, que havia sido pesquisado por um ex- promotor do Departamento de Justiça que havia recentemente ingressado na empresa, futuro promotor de boxe Bob Arum.